# Radware
Radware és un proveïdor de balanç de càrrega i serveis de seguretat informàtica per bases de dades.
La seu central corporativa de Radware es troba a Mahwah, Nova Jersey, (EUA). La seva seu internacional es troba en la ciutat de Tel-Aviv, Israel. La companyia també té oficines en la ciutat de Xangai, en la República Popular de la Xina. Radware és membre del grup d'empreses Rad, i les seves accions cotitzen en l'índex borsari NASDAQ.
Radware va ser fundada el 1997. L'empresari Roy Zisapel és el president de la companyia i el director de l'empresa. En 1999 la companyia va tenir una oferta pública inicial i va ser inclosa a l'índex borsari de NASDAQ.
Roy Zisapel és el propietari del 3,4% per cent del capital de l'empresa. El seu pare, Yehuda Zisapel, és el major accionista, amb un percentatge del 15% per cent del capital.